# Ачимпонг, Джеффри
Джеффри Ачимпонг (англ. Geoffrey Acheampong; 28 января 1998 года, Суньяни, Гана) — ганский футболист, играющий на позиции полузащитника. Ныне выступает за «Слима Уондерерс».

## Биография
Родился 28 января 1998 года в семье Элис и Генри Ачимпонгов. В детстве вместе с родителями переехал в США, где занимался футболом в школе «Кэйт Скул», где, например, в одном из матчей он забил гол с 60 ярдов. После окончания школы поступил в Калифорнийский университет в Санта-Барбаре, где сразу же стал основным игроком в команде. Провёл, однако, в университетских соревнованиях всего один сезон, сыграв 22 встречи и трижды отличившись. Попал в списки проспектов для MLS.
В июне 2016 года подписал контракт с французским клубом «Бастия». 18 сентября 2016 года дебютировал в Лиге 1 в поединке против Сент-Этьена, выйдя на поле на 90-й минуте, заменив Аллана Сен-Максимена.